# كوبنهايم
كوبنهايم (بالألمانية: Kuppenheim) هي مدينة وبلدة ألمانية تقع في ألمانيا في راستات. يقدر عدد سكانها بـ 7,620 نسمة .

## أعلام
- يوليوس خان